# ヤン・ファン・ベベレン
ヤン・ファン・ベベレン（Jan van Beveren、1948年3月5日 - 2011年6月26日）は、オランダ出身の元サッカー選手。元オランダ代表のゴールキーパー。

## 経歴
1970年代のPSVアイントホーフェンのゴール前に君臨した守護神。当時オランダで最も優れたゴールキーパーであると考えられたが、1974年のオランダが準優勝したワールドカップ1974には招集されなかった。一説に、オランダのスーパースターであったヨハン・クライフに嫌われていたからといわれる。
その後はアメリカ合衆国へ渡り、北米サッカーリーグ(当時)のフォートローダーデール・ストライカーズで活躍。さらに、メジャー・インドア・サッカーリーグ(MISL)のダラス・サイドキックスにも在籍した。
現役引退後はアメリカ・テキサス州ダラスのダラス・テキサンズSCでゴールキーパーコーチとして働いたあと、テキサス州ボーモントのスピンドルトップ・セレクトSCでトレーニング・ディレクターをした。
2011年6月26日、ヒューストンで死去。63歳没。

## 所属クラブ
- FCエメン 1959-1965
- スパルタ・ロッテルダム 1965-1970
- PSVアイントホーフェン 1970-1980
- フォートローダーデール・ストライカーズ 1980-1983
- ダラス・サイドキックス 1984-1986

## 指導歴
- ダラス・テキサンズSC ゴールキーパーコーチ
- スピンドルトップ・セレクトSC トレーニング・ディレクター

## 脚註
1. ↑  “Jan van Beveren - International Appearances” (英語). The Rec.Sport.Soccer Statistics Foundation
2. ↑  Former Netherlands 'keeper Jan van Beveren dies - ESPN Soccernet ESPN 2011-6-27